# Gert Heinz Müller
Gert Heinz Müller  (* 29. Mai 1923 in Troppau, Tschechoslowakei; † 3. September 2006 in Heidelberg) war ein deutscher Mathematiker, der sich mit mathematischer Logik und Philosophie der Mathematik befasste.

## Berufliche Tätigkeit
Müller wurde 1947 an der Universität Graz bei Konstantin Radaković promoviert (Über die Standpunktbedingtheit unserer Aussagen).  Danach war er Assistent an der Sternwarte Graz und 1949 bis 1960 Assistent an der ETH Zürich. 1951/52 war er als Stipendiat des CNRS in Paris. Ab 1960 war er als DFG-Stipendiat an der Universität Heidelberg. 1962 habilitierte er sich in Heidelberg für reine Mathematik und mathematische Logik und war danach Universitätsdozent in Heidelberg. 1964/65 war er Lehrstuhlvertreter an der Universität Bonn. 1965 wurde er außerplanmäßiger Professor an der Universität Heidelberg und 1966 wissenschaftlicher Rat.  1966/67 war er Gastprofessor an der University of Leeds. Er war ab 1973 ordentlicher Professor in Heidelberg und wurde 1990 emeritiert. 
Er war 1969 bis 1989 Leiter der Forschungsstelle Mathematische Logik der Heidelberger Akademie der Wissenschaften, die bis 2004 bestand. In diesem Zusammenhang war er Herausgeber der Omega-bibliography of mathematical logic. 1976 bis 1980 war er Präsident der Deutschen Gesellschaft für Logik und Grundlagen der Mathematik und 1979 bis 1983 war er Vizepräsident der Division of Logic, Philosophy and Methology of Science  der International Union of the History and Philosophy of Science. Ab 1981 war er korrespondierendes und ab 1986 ordentliches Mitglied der Académie International des Philosophie de Sciences in Brüssel, deren Vizepräsident er 1996 bis 1998 war. 1973 erhielt er die Bronzemedaille des Collège de France. 1976 bis 1979 war er Präsident der International Society for the Study of Time.
Er war Mitherausgeber der Ergebnisse der Mathematik und ihrer Grenzgebiete und der Zeitschrift für mathematische Logik und Grundlagen der Mathematik und Consulting Editor des Journal of Symbolic Logic.